# Стон чёрной змеи
«Стон чёрной змеи» (англ. Black Snake Moan) — американский фильм-драма 2006 года, снятый режиссёром Крейгом Брюэром. В центре сюжета — фермер из Миссисипи (Джексон), который нашёл на обочине дороги жестоко избитую молодую женщину (Риччи) и держит её в своем доме в плену, пытаясь исцелить её от нимфомании.
Название фильма происходит от одноимённой песни Блайнда Лемона Джефферсона 1927 года.

## В ролях
| Актёр                | Роль            |
| -------------------- | --------------- |
| Сэмюэл Л. Джексон    | Лазарь Рэд      |
| Кристина Риччи       | Рэй Дул         |
| Джастин Тимберлейк   | Ронни Морган    |
| Джон Котран мл.      | Р.Л.            |
| Эпата Меркерсон      | Анджела         |
| Дэвид Баннер         | Терон           |
| Ким Ричардс          | Сэнди Дул       |
| Сон Хаус             | в роли себя     |
| Неймус К. Уильямс    | Линкольн Джеймс |
| Майкл Реймонд-Джеймс | Джил Мортон     |
| Адриан Ленокс        | Роуз Вудз       |
| Леонард Л. Томас     | Дек Вудз        |
| Джефф Поуп           | Бэтсон          |
| Клэр Грант           | Кэл             |

## Съёмки
Специально для фильма Джексон тратил шесть-семь часов в день на протяжении полугода, чтобы научиться играть на гитаре несколько песен, которые звучат в фильме.
Во время съёмок Риччи носила настоящую цепь массой в 18 килограммов.